# Коте Марджанишвили
Коте Марджанишвили (на грузински: კოტე მარჯანიშვილი) е грузински режисьор и актьор, работил дълго време и в Русия.
Роден е на 9 юни (28 май стар стил) 1872 година в Кварели в семейството на офицер. От 1893 година играе в различни театри в Грузия и Русия и започва да режисира, през 1910 – 1913 година е режисьор в Московския художествен театър, а след това основава Свободен театър, който просъществува само един сезон, но предизвиква силен отзвук в московския театрален живот. През следващите години продължава да режисира експериментални постановки в театъра и операта. След идването на власт на болшевиките организира мащабни постановки, като представената през 1920 година пред 45 хиляди зрители „Към световна комуна“, в която участват 4 хиляди статисти. От средата на 20-те години работи главно в Грузия, където основава театъра, носещ днес неговото име.
Коте Марджанишвили умира на 17 април 1933 година в Москва.